# Leonensia
Die Leonensia ist eine freischlagende, konfessionell ungebundene Studentenverbindung in Heidelberg. Sie wurde 1871 gestiftet und gehört zu den ältesten schwarzen Verbindungen Deutschlands. 1919 gründete die Leonensia mit fünf weiteren Verbindungen den Dachverband Miltenberger Ring (MR), dessen Mitglied sie bis heute ist.

## Geschichte

### Deutsches Kaiserreich, 1871–1918
Die Leonensia wurde nach dem Deutsch-Französischen Krieg von Studenten in der Gastwirtschaft zum goldenen Löwen in der Heidelberger Altstadt gegründet. Karl Reuling, Paul von Boltenstern und Ernst Keller erreichten im November 1871 die Gründung einer „Gesellschaft“ unter Führung eines dreiköpfigen Ausschusses. In Anlehnung an die Gastwirtschaft zum goldenen Löwen gab sich die Gesellschaft den Namen Leonensia. Kurz darauf entstanden ein Verbindungszirkel, Biercomment und Bundeslied. Da die Satzung der Gesellschaft jedoch keine Bestimmungen zu Couleur, Mensur oder Konfession enthielt, fehlten noch wichtige Merkmale einer Studentenverbindung.

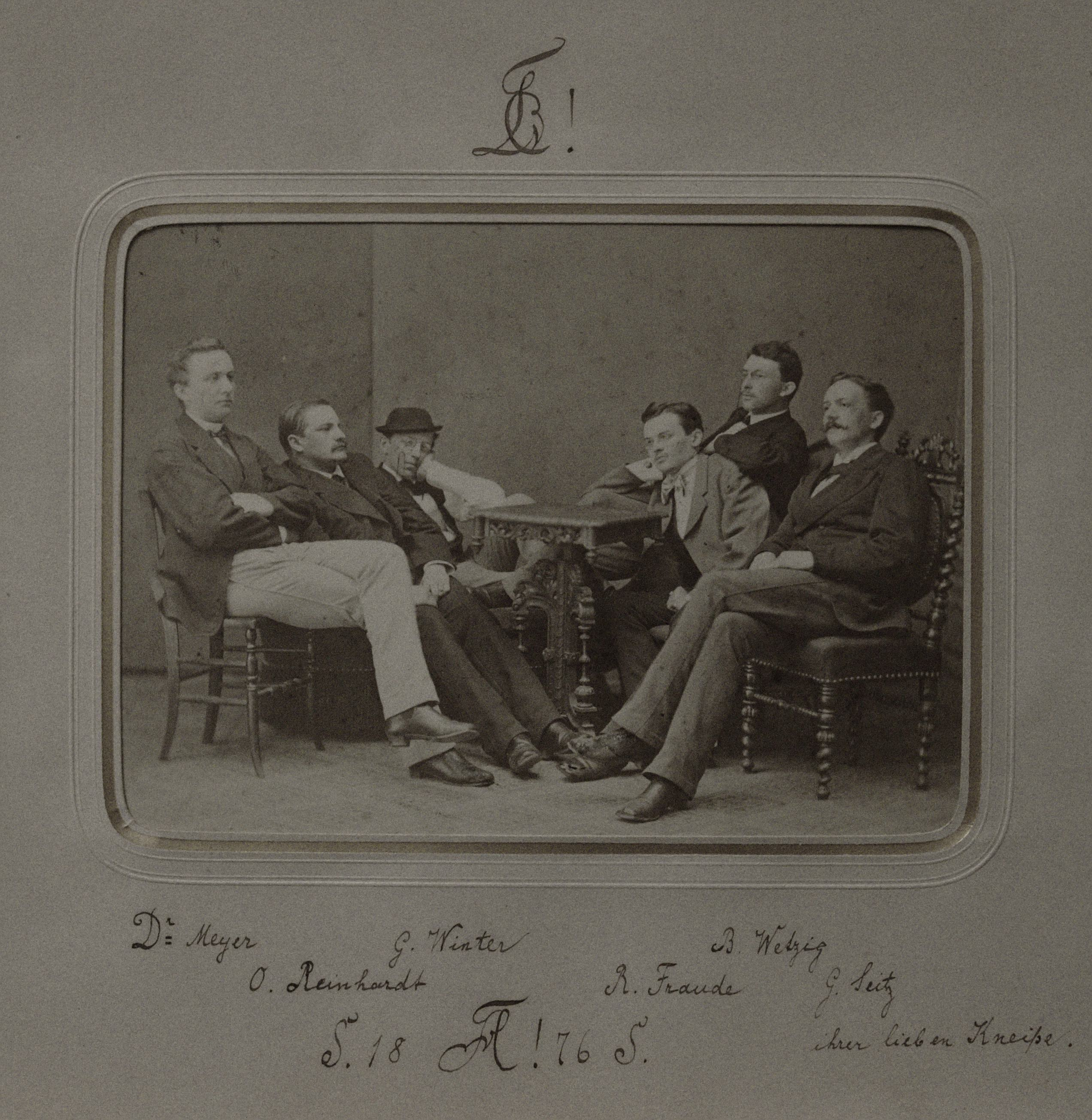
Alte Herren der Leonensia (1876)

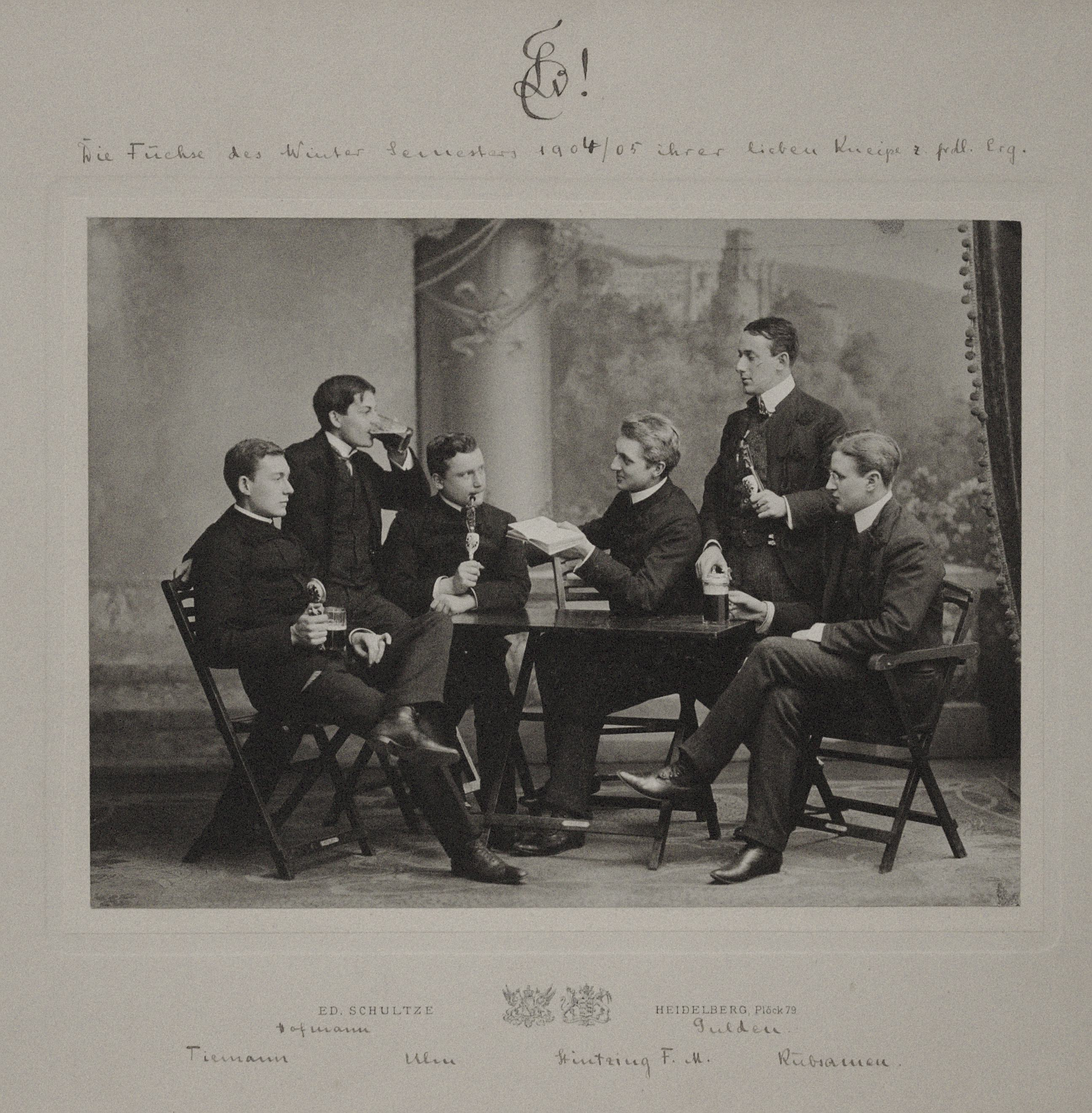
Füchse der Leonensia in Kneipjacke (1904/05)

Dies änderte sich im Zuge einer Auseinandersetzung mit dem Corps Vandalia Heidelberg ab 1878. Da beide Verbindungen den Großteil ihrer neuen Mitglieder aus Mecklenburg bezogen, versuchten die Vandalen die Gesellschaft mit Contrahagen zur Auflösung zu zwingen. Die Leonensia beschloss 1878, die unbedingte Satisfaktion und das Verbot des Farbentragens in die Satzung aufzunehmen.
Der Historiker Bernd Kasten bezeichnet die Leonensia als „wichtigste bürgerliche Studentenverbindung für Mecklenburg“ im Deutschen Kaiserreich. Der Historiker Martin Dröge bestätigt diese Auffassung in einer Biografie über den nationalsozialistischen Politiker Karl-Friedrich Kolbow: „Wer später in der mecklenburgischen Heimat als Jurist Karriere machen wollte, musste als aktiver Leonenser in Heidelberg die entsprechenden Kontakte geknüpft haben.“ Die Leonensia hat die gleichen Farben wie das Herzogtum Mecklenburg-Schwerin. Rechts oben im Wappen des Herzogtums und der Leonensia befindet sich ein schwarzer Stierkopf mit Krone.
Studentenverbindungen prägten als Sozialisationsorte der Elite das gesellschaftliche und universitäre Leben im Kaiserreich. Arne Lankenau bezeichnet die Mitgliedschaft bei einer schlagenden Verbindung im Wilhelminismus als „conditio sine qua non zum Aufstieg in höhere politische Ämter“. Zwei Berichte der Universitätszeitung belegen die herausragende Rolle von Verbindungen auch für Heidelberg: Im Dezember 1898 empfingen der badische Ministerpräsident Wilhelm Nokk und der Geheime Rat und Reichstagsabgeordnete Leopold Arnsperger eine Abordnung der Studentenschaft. Der Abordnung gehörten nur Verbindungsstudenten an. Der Bericht erwähnt: „die Herren Hoffmann (Leonensia), Graef (V D. St.), Wegener (Vertr. d. philos. Fakultät), Alst (Rhenopalatia), Dr. Ruschhaupt (Leonensia) und v. Levetzow (Saxoborussia)“. Der zweite Bericht von 1899 über eine Sitzung des sogenannten „weiteren Ausschusses“ verdeutlicht ebenfalls die Dominanz von Verbindungen im universitären Alltag. Laut Protokoll des weiteren Ausschusses – einem Gremium zur studentischen Selbstverwaltung – erklärt die Verbindung Palatia per Brief, dass diese nicht mehr an den Sitzungen teilnehmen werde, „solange die beleidigenden Ausdrücke des Vorsitzenden gegen die Palatia nicht revoziert seien.“ Hierauf stellte der Ausschussvorsitzende und Erstchargierte der Leonensia, Walther Hoffmann, dem Ausschuss die Vertrauensfrage. Diese wurde mit 20 Ja-Stimmen und sechs Enthaltungen positiv beantwortet. Das Protokoll nennt alle Teilnehmer namentlich mit Verbindungszugehörigkeit in Klammern. Da jeder Genannte einer Verbindung angehört, dokumentiert das Protokoll die fehlende Vertretung nichtkorporierter Heidelberger Studenten in universitären Gremien des wilhelminischen Deutschlands.

### Weimarer Republik, 1918–1933

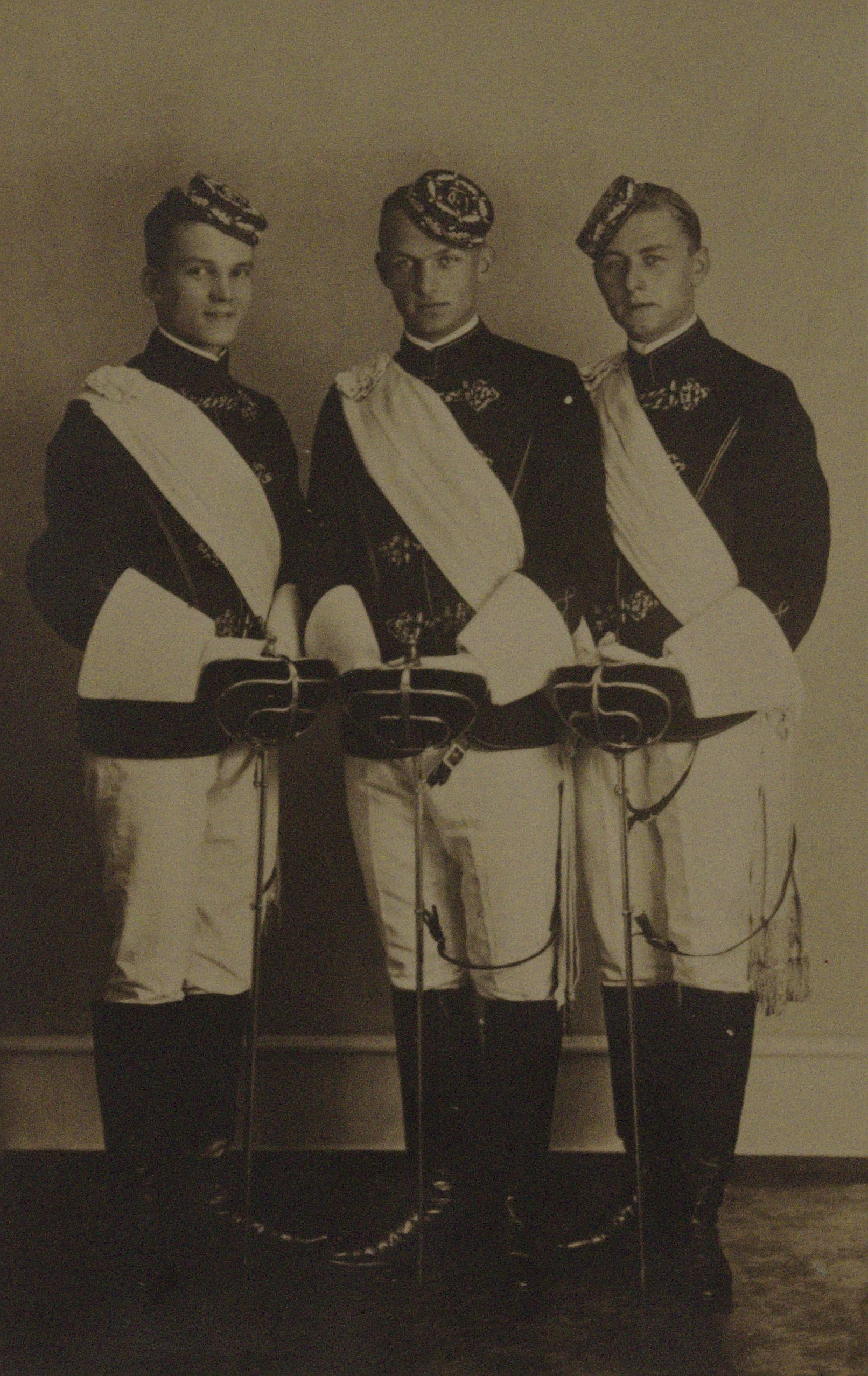
Chargia der Leonensia im Wichs (1930)

Die wirtschaftlichen Probleme der Weimarer Republik beeinträchtigten auch das Verbindungsleben. Der Jurist Björn Bertram schreibt in einer Dissertation über das Leonensia-Mitglied Hermann Krause, dass die Leonensia aufgrund der Inflation nur noch zweimal pro Monat statt, wie im Kaiserreich üblich, zweimal pro Woche Kneipen abhalten konnte. Wie die meisten Verbindungen stand auch die Leonensia der Nachkriegsordnung ablehnend gegenüber. 1921 kritisierte Carl Gernandt, damals Vorstandsmitglied des Altherrenvereins, die Machtlosigkeit der Weimarer Republik und rief zur Revanche gegenüber Frankreich auf. In einer Rede zum 50. Stiftungsfest sagte er: „Jetzt aber liegt Deutschland am Boden, jetzt heißt es bekennen und so gedenken wir seiner bei allen großen Kneipen, singen die vaterländischen Lieder, gedenken des Gottes, der Eisen wachsen ließ!“
Im Kaiserreich gaben Verbindungen den Ton im gesellschaftlichen und universitären Leben an. In der Weimarer Republik etablierte sich jedoch eine neue soziale Ordnung, in der bisher weniger einflussreiche Gruppen Anspruch auf eine elitäre Stellung erhoben. Der Politikwissenschaftler Michael Ruck weist darauf hin, dass die badische Beamtenschaft in der Weimarer Republik eher auf Distanz zu Korporationen gegangen sei. Die höhere Beamtenschaft hätten sich stattdessen in „logenartigen Herrenbünden“ organisiert. Norbert Giovannini weist darauf hin, dass die schwarzen Verbindungen Leonensia, Rupertia und Karlsruhensia mit einem besonders starken Mitgliederschwund zu kämpfen gehabt hätten: „Burschenschaften und VDSt, [würden] den schwarzen Verbindungen die politisch Interessierten, die farbentragenden Konkurrenten die couleurvernarrten Füchse vor der Nase wegschnappen.“

### Nationalsozialismus, 1933–1945
Viele Verbindungen entgingen im Rahmen der „Gleichschaltung“ einer staatlichen Auflösung durch Reformen im Sinne der nationalsozialistischen Ideologie. Mit Doppelbeschluss des Besonderen Convents (BC) und des Altherrenconvents führte die Leonensia im Juli 1933 das Führerprinzip ein. Der Alte Herr Friedrich Tischbein wurde zum Verbindungsführer gewählt. Als Verbindungsführer konnte Tischbein verbindliche Entscheidungen treffen, ohne an Weisungen der Verbindung gebunden zu sein.
Basisdemokratie, das Lebensbundprinzip gegenüber jüdischen Mitgliedern und der studentische Ehrbegriff als Abgrenzung von der „Volksgemeinschaft“ waren aus Sicht des NS-Staates problematisch. Die Göttinger Krawalle und das Heidelberger Spargelessen demonstrieren das Konfliktpotential zwischen Nationalsozialismus und manchen Studentenverbindungen.
Zu Beginn des Sommersemesters 1936 mussten Studierende dem NS-Studentenbund beitreten. Mitglieder des NS-Studentenbundes hatten zudem einer Gliederung der NSDAP (SA, SS, NSKK, HJ, BDM) beizutreten. Am 14. Mai 1936 verkündete Rudolf Heß einen Erlass, welcher die gleichzeitige Mitgliedschaft in einer Studentenverbindung und einer Gliederung der NSDAP verbot. Zwei Tage später entschied der BC der Leonensia, den Aktivenbetrieb zu suspendieren. Altherrenverein und der Verbindungshausverein waren von dieser Suspendierung nicht betroffen. Am 18. September 1937 beschloss der Altherrenconvent mit 101 gegen 87 Stimmen, die Verbindung in eine Kameradschaft umzuwandeln und dieser das Verbindungshaus zur Verfügung zu stellen. 43 Alte Herren, die gegen den Beschluss gestimmt hatten, traten aus der Leonensia aus. In Anlehnung an den Heidelberger Romantiker erhielt die Kameradschaft den Namen Achim von Arnim.
Michael Ruck beleuchtet in einer Habilitation zur südwestdeutschen Beamtenschaft die Vertretung Alter Herren in der badischen Verwaltung. Von 1933 bis 1945, so Ruck, hatten 38 Verbindungen insgesamt 138 höhere Beamte gestellt. Von diesen entfielen drei Beamte auf die Leonensia. Nur die Verbindung Rupertia Heidelberg verfügte mit 17 Beamten über eine ungewöhnlich hohe Konzentration höherer Beamter.

### Alliierte Besatzung, 1945–1949
Der Alliierte Kontrollrat löste mit Kontrollratsgesetz Nr. 2 alle Gliederungen der NSDAP auf. Hierzu gehörte auch die Kameradschaft Achim von Arnim. Nicht von der Auflösung betroffen war hingegen der Altherrenverein der Leonensia, welcher auch im Nationalsozialismus nicht verboten worden war. Obwohl das Verbindungshaus inzwischen dem Heidelberger Amt für Vermögenskontrolle unterstellt war, konnte hier am 16. Juni 1948 eine Stiftungsfestkneipe stattfinden.

### Bundesrepublik Deutschland, 1949–heute
Am 25. April 1949 wurde der „EV Leonenserhaus“ neugegründet in das Vereinsregister eingetragen. Die Universität Heidelberg erkannte den EV Leonenserhaus zwei Monate später als Rechtsnachfolger des früheren Hausvereins an. Bereits im Sommersemester 1950 war die Aktivitas auf zehn Personen angewachsen.
Im Juli 1958 beschloss der Altherrenconvent, das seit 80 Jahren geltende Prinzip der unbedingten Satisfaktion aufzugeben. Seitdem ist Mitgliedern der Leonensia das Schlagen von Mensuren freigestellt. Bisher hatten die Vorsitzenden der Aktivitas bei offiziellen Veranstaltungen stets Chargenwichs getragen. Anlässlich einer Gedenkstunde zur Einweihung einer Gedenktafel für im Zweiten Weltkrieg gefallene Verbindungsbrüder weigerten sich die Vorsitzenden der Aktivitas im Wichs zu chargieren. Seitdem hat keine Aktivitas der Leonensia mehr im Wichs chargiert.

## Verbindungshaus
Am 1. August 1891 beschloss der Altherrenconvent der Leonensia den Bau eines Verbindungshauses. Hierzu erwarb die Altherrenschaft für 12.000 Goldmark ein Grundstück in der Klingentorstraße 10. Der Bau wurde am 14. Januar abgeschlossen und kostete weitere 25.000 Goldmark. Der Entwurf des Hauses stammt vom Architekten Friedrich Müller. 1907 erfolgte ein Ausbau der Westseite unter Franz Sales Kuhn.
Die US-Besatzer beschlagnahmten das Verbindungshaus, welches zunächst als Offizierskasino verwendet wurde. Später ging das Haus auf die Universität Heidelberg über und wurde der Verbindung durch den Rektor Karl Geiler am 18. Juli 1949 zurückgegeben.

## Dachverband
Die Heidelberger Verbindungen Leonensia, Rupertia und Karlsruhensia sowie Albingia Freiburg, Lunaburgia Göttingen und Saxonia Tübingen gründeten am 12. und 13. Juni 1919 in Miltenberg den Miltenberger Ring (MR) als Dachverband schwarzer Verbindungen mit dem Prinzip der unbedingten Satisfaktion. Die drei Heidelberger Verbindungen hatten bereits 1908 ein Paukverhältnis mit gemeinsamen Paukcomment begründet.
1935 legte Hans Lammers, MR-Führer und Staatssekretär der Reichskanzlei, dem MR und seinen Mitgliedsverbindungen die Auflösung nahe. Zuvor hatte Hitler-Stellvertreter Rudolf Heß die gleichzeitige Mitgliedschaft in einer Gliederung der NSDAP und einer Verbindung verboten. Am 19. Oktober 1935 beschlossen die Verbindungsführer des MR den Dachverband aufzulösen.
1951 gründete sich der MR neu. 1973 fusionierten der MR und der Wernigeroder Schwarze Verband zum Miltenberg-Wernigeroder Ring. Der neue Verband gab die unbedingte Satisfaktion als nicht mehr zeitgemäß auf. Streitigkeiten über die Ausrichtung des Miltenberg-Wernigeroder Rings führten zu mehreren Austritten.
1995 gründeten die Verbindungen Leonensia, Rheno-Colonia Köln, Karlsruhensia Heidelberg, Lunaburgia Göttingen und Albingia-Schwarzwald-Zaringia Freiburg den MR erneut im Miltenberger Lokal Zum Riesen.
Verbindungen im heutigen MR sind nicht-farbentragend, politisch ungebunden, überkonfessionell und schlagen keine Pflichtmensuren. Verbandsmitglieder tragen kein Couleur am Körper, führen aber auf hochoffiziellen Veranstaltungen eine Couleurfahne. Die einzelnen Mitglieder dürfen schwarze Bierzipfe und Biertönnchen tragen.

## Trivia
Aus Protest gegen die Einführung der unbedingten Satisfaktion verließen 1878 einige Mitglieder die Leonensia. Fünf der Ausgetretenen gründeten im gleichen Jahr eine Gesellschaft, aus der 1893 die Verbindung Karlsruhensia Heidelberg hervorging.
Max Weber absolvierte 1883 eine Mensur gegen ein Mitglied der Leonensia. Weber traf seinen Kontrahenten einmal und wurde selber dreimal getroffen. Der Unparteiische brach die Mensur wegen unsauberen Fechten Webers ab.
Die Landsmannschaft Teutonia Heidelberg schlug 1891 ihre ersten Mensuren mit schwarzen Waffen der Leonensia.

## Bekannte Mitglieder
| Foto | Name                  | Beitritt | Tätigkeit                                                    |
| ---- | --------------------- | -------- | ------------------------------------------------------------ |
|      | Paul Felisch          | 1873     | Richter, Admiralitätsrat, Schriftsteller                     |
|      | Adolf Langfeld        | 1873     | Staatsminister des Großherzogtums Mecklenburg-Schwerin       |
|      | Friedrich Zelck       | 1881     | Jurist, Bürgermeister                                        |
|      | Bernhard Kahle        | 1882     | Germanist, Skandinavist                                      |
|      | Hans Linck            | 1882     | Jurist, Reichstagsabgeordneter                               |
|      | Adolf Franke          | 1884     | Elektrotechniker                                             |
|      | Oskar Vulpius         | 1885     | Orthopäde                                                    |
|      | Emil Lemcke           | 1889     | Jurist, Oberkirchenratspräsident                             |
|      | Wilhelm Zangemeister  | 1889     | Gynäkologe                                                   |
|      | Franz Schieck         | 1890     | Augenarzt, Mediziner                                         |
|      | Carl Uhlig            | 1890     | Meteorologe, Geograph                                        |
|      | Waldemar Gädecke      | 1893     | Jurist, Landrat                                              |
|      | Ulrich Gerhardt       | 1893     | Zoologe                                                      |
|      | Walther Schieck       | 1893     | Ministerpräsident von Sachsen                                |
|      | Franz Thorbecke       | 1894     | Geograph                                                     |
|      | Max Reich             | 1894     | Physiker                                                     |
|      | Hermann von Siemens   | 1904     | Industrieller                                                |
|      | Paul Ramdohr          | 1909     | Mineraloge                                                   |
|      | Hermann Krause        | 1921     | Rechtshistoriker                                             |
|      | Franz Engel           | 1927     | Historiker                                                   |
|      | Karl Heinrich Fielitz | 1928     | Regierungsdirektor im Wirtschaftsministerium Rheinland-Pfalz |
|      | Dieter Spiess         | 1949     | Deutscher Unternehmer und Honorarkonsul von Burkina Faso     |
|      | Gerhard Banner        | 1952     | Verwaltungswissenschaftler                                   |